# Tanaoneura
Tanaoneura is een geslacht van vliesvleugeligen uit de familie Tanaostigmatidae. De wetenschappelijke naam van dit geslacht is voor het eerst geldig gepubliceerd in 1897 door Howard.

## Soorten
Het geslacht Tanaoneura omvat de volgende soorten:
- Tanaoneura ashmeadi Howard, 1897
- Tanaoneura aurifer LaSalle, 1987
- Tanaoneura darwini LaSalle, 1987
- Tanaoneura flavilineata LaSalle, 1987
- Tanaoneura hirticoxa LaSalle, 1987
- Tanaoneura incompleta LaSalle, 1987
- Tanaoneura inexacta LaSalle, 1987
- Tanaoneura maculiventris (Gomes, 1941)
- Tanaoneura matamata LaSalle, 1987
- Tanaoneura portoricensis (Crawford, 1913)
- Tanaoneura smicropleura LaSalle, 1987